# MicroSource
MicroSource, psáno také jako μSource, je rozšiřující jednotka pro počítače Sinclair ZX Spectrum a kompatibilní navržená společností Currah Computer Components Ltd, ale vyráběná společností Quadhouse Computers. Zařízení umožňuje používat instrukce assembleru a příkazy jazyka Forth přímo z editoru Sinclair BASICu, přičemž je možné tyto jazyky používat buď nezávisle nebo je možné oba integrovat do programu v BASICu. Kromě kompileru obou jazyků jednotka obsahuje odlaďovací nástroj Software Front Panel.

## Programování v assembleru
Jednotlivé instrukce assembleru se zapisují za příkaz REM ve tvaru
```
REM ! instrukce_assembleru
```

nebo
```
REM ! návěstí instrukce_assembleru
```

Jako parametry instrukcí assembleu mohou být použity i proměnné BASICu, při kompilaci je použita aktuální hodnota těchto proměnných. Kompilace programu se spouští pomocí příkazu LET ve tvaru
```
LET assemble = 0
```

přičemž hodnoty veškerých definovaných návěstí jsou uloženy do stejnojmenných proměnných BASICu. V assembleru je možné používat makra.

## Programování ve Forthu
Jazyk Forth obsahuje pouze podmnožinu příkazů jazyka Forth '79, většina vynechaných příkazů jsou příkazy pro práci s virtuální pamětí, příkazy pro práci s čísly s dvojitou přesností a příkazy pro vytváření vlastních datových a jazykových struktur. Jednotlivé příkazy Forthu se zapisují za příkaz REM ve tvaru
```
REM # příkaz_Fortu
```

pokud je definována nová procedura, místo dvojtečky se z technických důvodů používá znak procento
```
REM # % název_procedury
```

Kompilace programu se spouští pomocí příkazu LET ve tvaru
```
LET forth = 0
```

Je možné vzájemné předávání hodnot mezi proměnnými BASICu a proměnnými Forthu, není ale možné předávat hodnoty datových polí.

## Technický popis
Zařízení obsahuje dva integrované obvody:
- paměť ROM: 4 KiB,
- obvod ULA.

Paměť ROM zařízení se připojuje do adresního prostoru počítače, kdykoliv je vytvořena nová proměnná.